# Miquel Soldevila i Valls
Miquel Soldevila i Valls (Sant Andreu de Palomar, 1886 - Barcelona, 1956) fou un pintor, dibuixant i esmaltador català.
Estudià a l'Escola de la Llotja, on fou deixeble de Francesc Torrescassana i Sallarés. El 1907 participà en la Cinquena Exposició Internacional de Belles Arts de Barcelona. Conreà el paisatge i el retrat, exposant a la Sala Parés de Barcelona el 1913. S'inicià en el món dels esmalts vers el 1923, essent premiat el 1925 a l'Exposition des Arts Décoratifs de París assolint un prestigi internacional. El 1936 s'establí a Roma, on treballà per al Vaticà. Novament a Barcelona, fou director de l'Escola Massana (1940), on el 1964 s'instal·là un museu monogràfic dedicat a la seva figura. El seu mestratge a la Massana contribuí a la consolidació del que es coneix com a Escola de Barcelona d'esmalt, que inclou gran part dels seus deixebles (Josep Brunet, Joan Gironès, Teresa Bach, Carme Llorens, Francesc Vilasís-Capalleja, o Andreu Vilasís, entre d'altres). Fou l'esmaltador més destacat del seu temps, conreant retrats i temes religiosos i mitològics, amb una rica gamma de colors i irisacions.
Es pot visitar la seva "casa-museu" Museu Municipal Miquel Soldevila a la localitat de Prats de Lluçanès. Així mateix, conserven obra de Miquel Soldevila el Museu del Disseny de Barcelona i el Museu d'Història de Catalunya.